# St. Andreas (Soers)

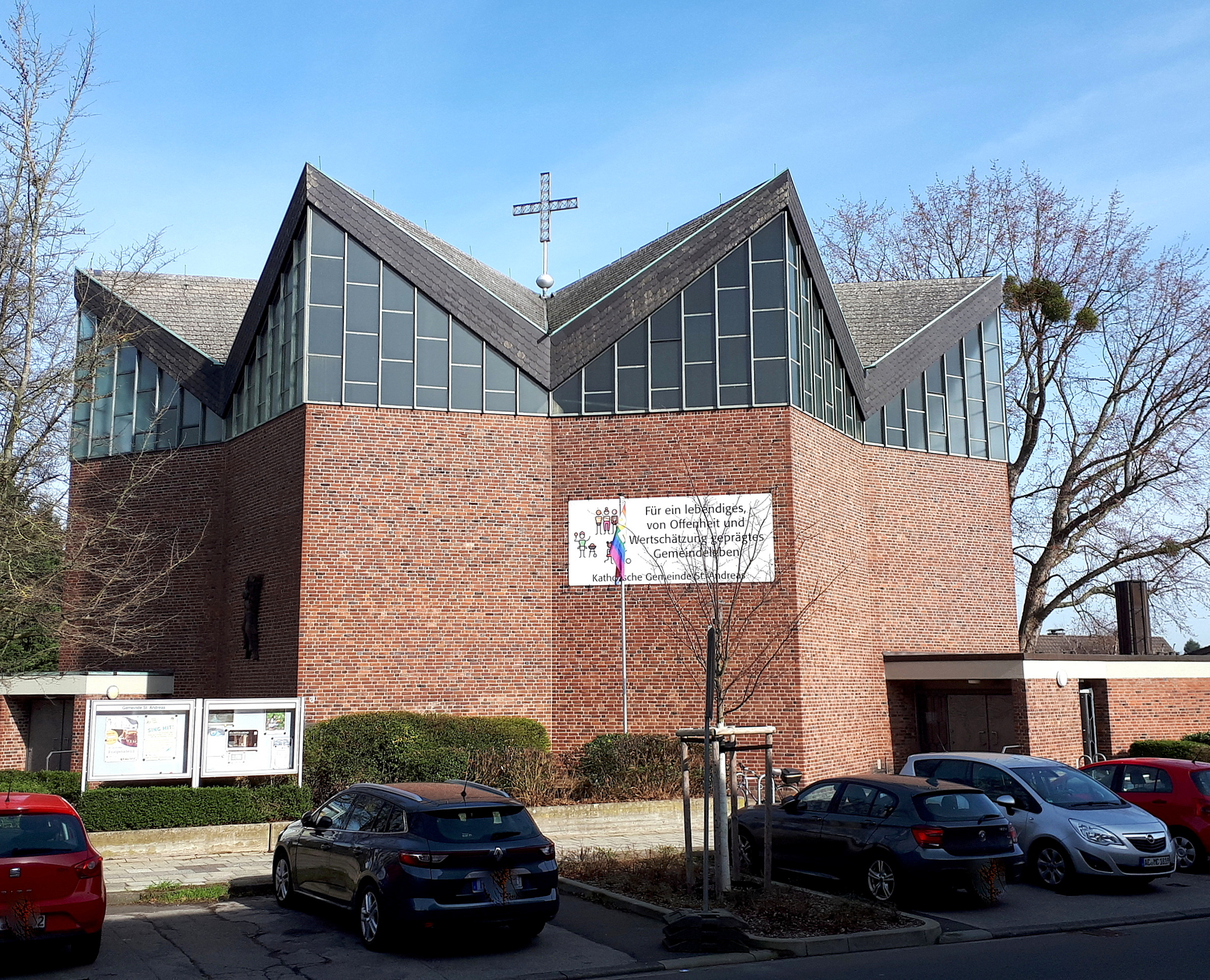
St. Andreas

St. Andreas in Aachen-Soers ist eine römisch-katholische Filialkirche der Pfarrei Franziskus von Aachen in der „GdG Aachen-Mitte“ im Bistum Aachen. Das Kirchengebäude wurde 1968 nach Plänen von Karl Otto Lüfkens erbaut und am 6. November 2019 unter Denkmalschutz gestellt.

## Geschichte

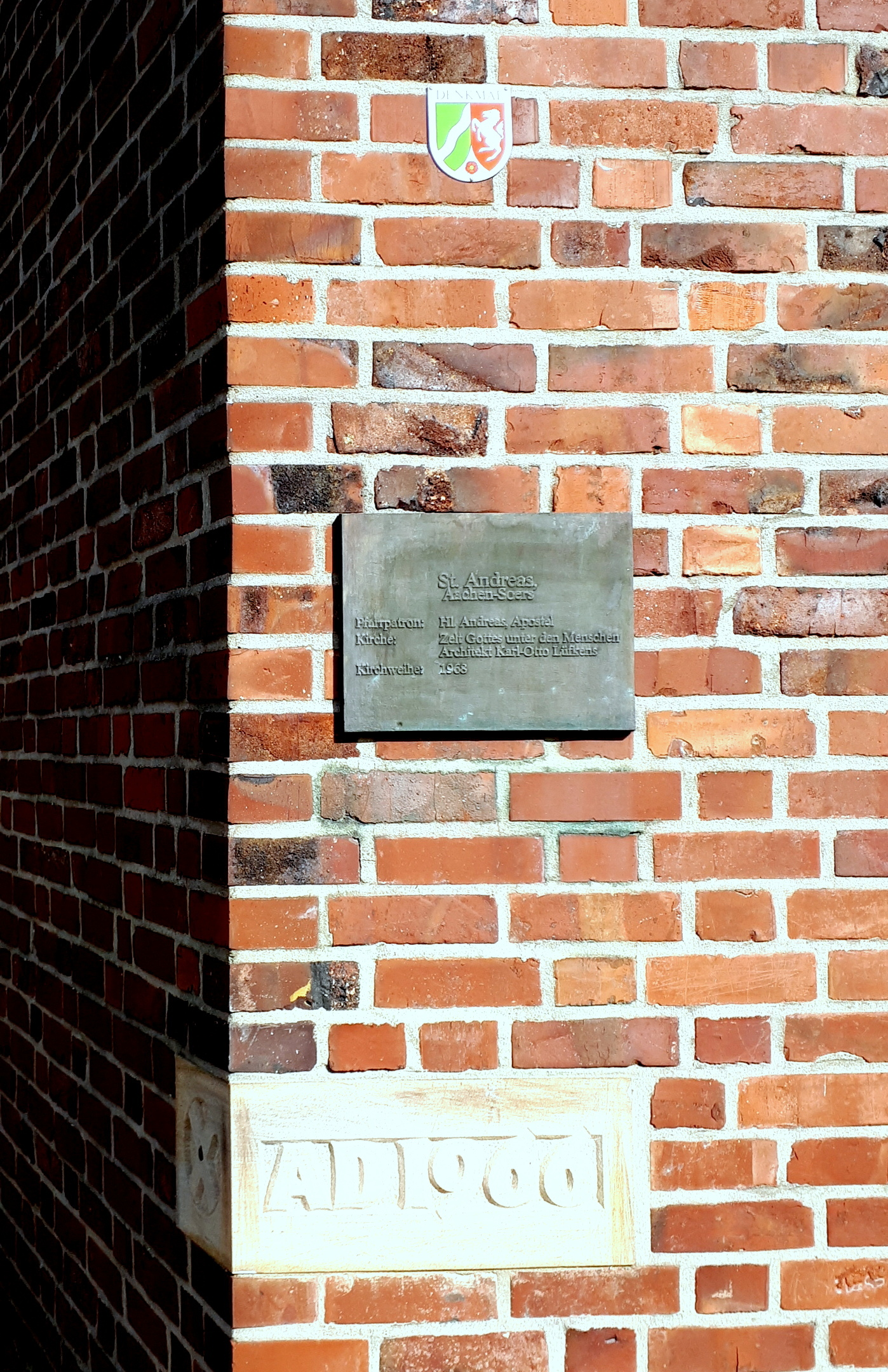
Kircheninfos

Für das anfangs noch dünn besiedelte Wohngebiet Soers am Nordhang des Lousbergs war bis 1947 die Pfarre St. Laurentius in Laurensberg zuständig, bevor ab jenem Jahr das Kloster St. Raphael den Seelsorgebezirk übernahm und sich als eigenständige Vikarie von der Mutterpfarre abtrennte. Eine immer stärkere Besiedlung in der Soers nach dem Zweiten Weltkrieg führte Ende der 1950er-Jahre zu der Initiative, einen Kirchenbauverein zu gründen, der sich mit der Einrichtung einer vollwertigen Pfarre und dem Bau einer eigenen Kirche befasste. Dazu wurde 1963 ein Baugelände auf dem ehemaligen Areal des so genannten Weberhofs erworben und 1966 mit dem Bau einer Kirche unter Berücksichtigung der Liturgiereform aus den 1960er-Jahren begonnen. Sie wurde am 1. Dezember 1968 durch Bischof Johannes Pohlschneider eingeweiht und unter das Patrozinium des heiligen Apostel Andreas gestellt, worauf sich bereits 1965 das Bistum Aachen zusammen mit dem Bauausschuss geeinigt hatte. Der neue Pfarrbezirk rekrutierte sich aus Gebietsabtretungen der Pfarren St. Laurentius sowie St. Elisabeth und St. Peter in Aachen und wurde als Filialkirche der Mutterpfarre St. Peter zugeordnet. Im Jahr 1991 wurde St. Andreas schließlich zur eigenständigen Pfarrkirche erhoben und gehört seit 2010 infolge der Umstrukturierungsmaßnahmen der Gliederungseinheiten im Bistum Aachen zur „GDG Aachen-Mitte“.

## Baucharakteristik

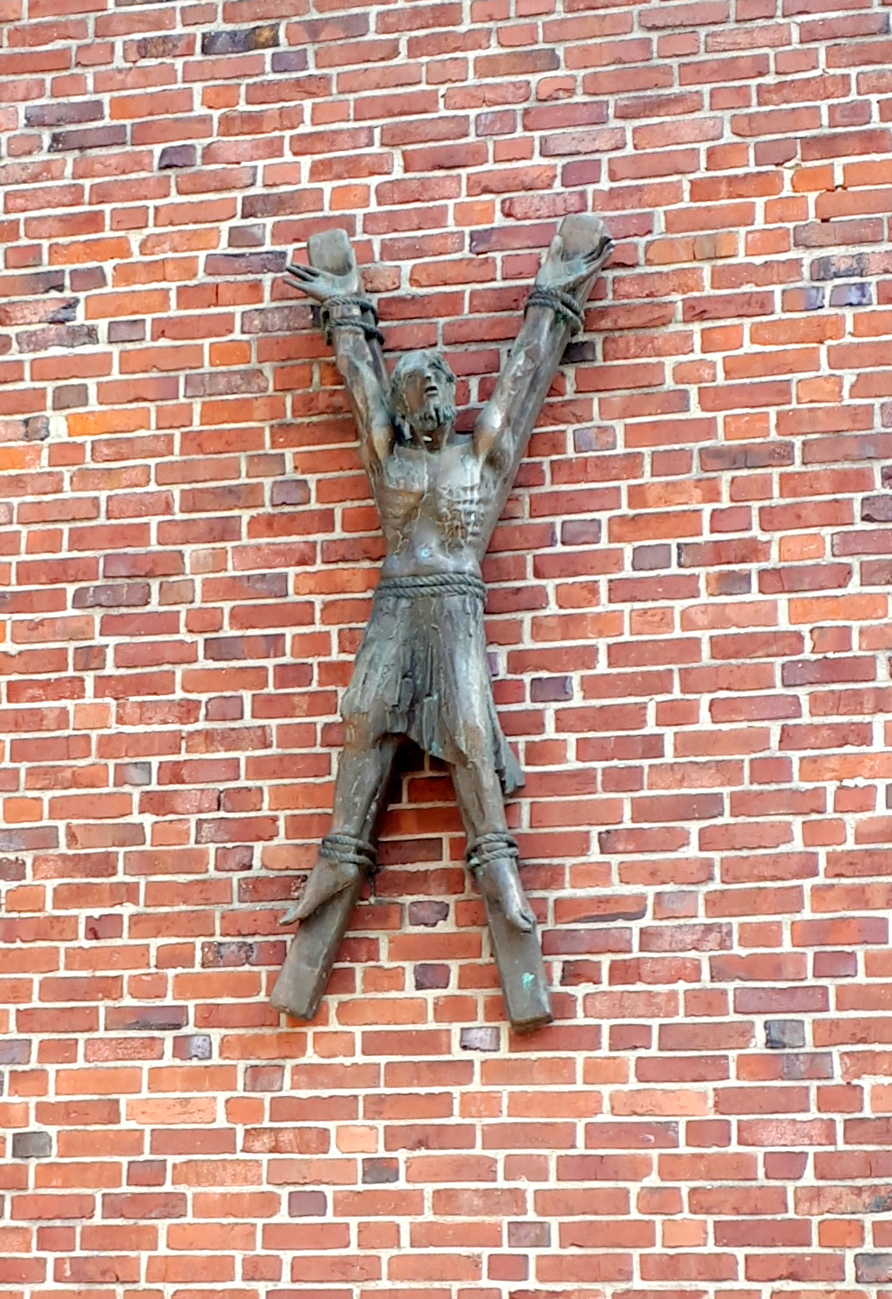
Andreasskulptur Westfassade

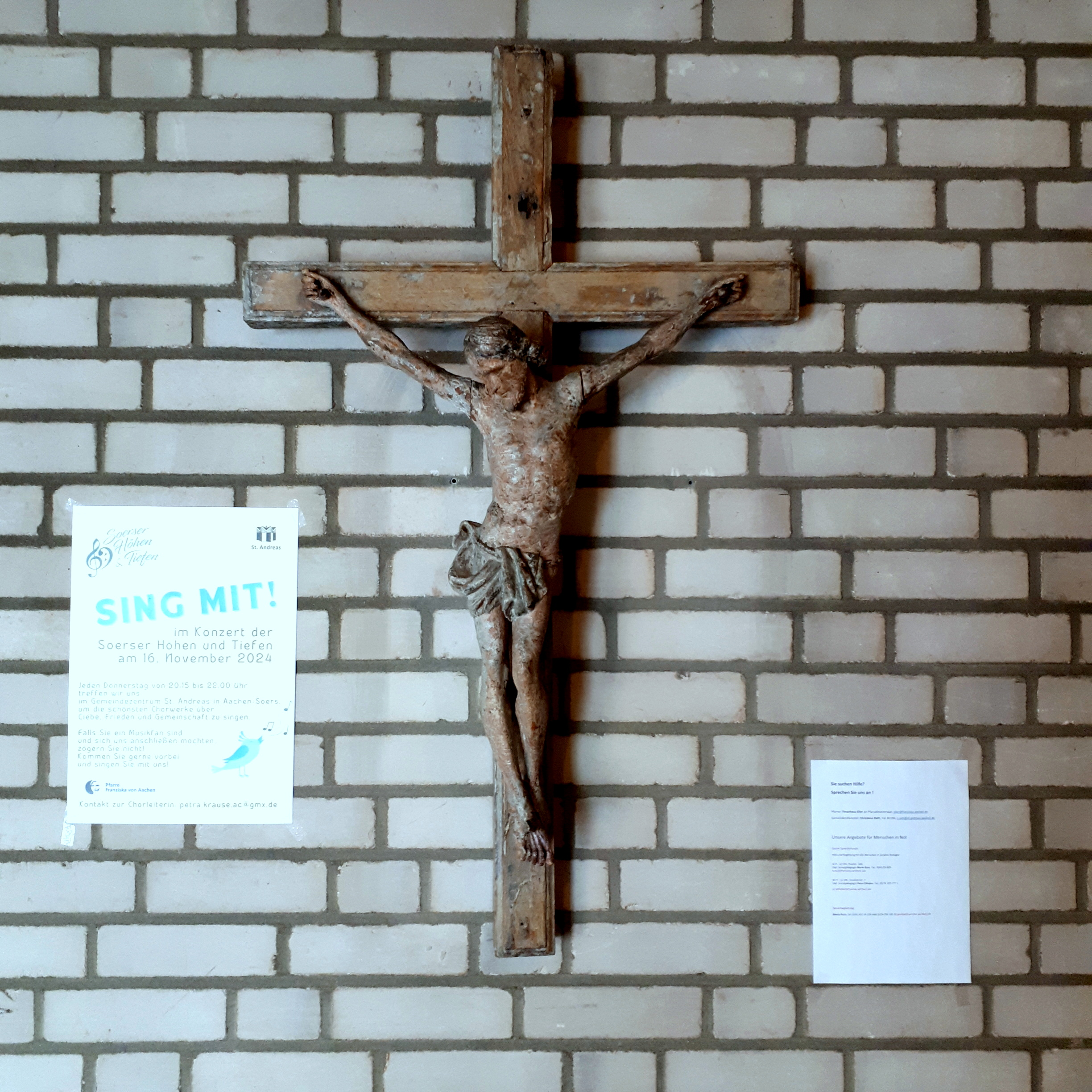
Holzkreuz 18. Jh., Eingangsflur Kapelle

St. Andreas wurde auf dem Grundriss eines großen achteckigen Sterns als Backsteinkirche erbaut und mit einem sechszehnteiligen Faltdach abgedeckt, aus dem mittig ein hohes gleicharmiges Metallkreuz hervorragt. In der äußeren westlichen Nische der Kirche zwischen den Sternzacken befindet sich ein kleiner quadratischer Vorbau mit dem Haupteingang. Rechts darüber wurde an der Fassade ein großes Andreaskreuz aus Bronze angebracht, das der Künstler Bonifatius Stirnberg 1977 angefertigt hatte und das anfangs an der linken Stirnseite der Apsis hing. An der Gebäudeecke rechts darunter ist der Grundstein mit der Gravur 1966 in die Wand eingelassen, über dem eine kleine Bronzetafel mit den wichtigsten Eckdaten zur Kirche sowie die Denkmalplakette von Nordrhein-Westfalen angebracht sind. 
Östlich des Haupteingangs liegt die rechteckige modern gestaltete und mit einem  Pultdach,  abgedeckte Werktagskapelle, die einen Zugang sowohl von außen als auch aus dem Kirchenraum besitzt. Die dreieckigen Fenster in den seitlichen Fassaden unter der Dachschräge der Kapelle sind eine Stiftung und wurden 1986 als Buntglasfenster von der Künstlerin Maria Katzgrau entworfen und in der Werkstatt der Glasmalerei Dr. H. Oidtmann angefertigt.
Nordöstlich an die Werktagskapelle schließt sich noch der kleine Trakt für die Sakristei an.
Im Inneren zeigt sich das Gotteshaus als eine nach allen Seiten offene Saalkirche in den Umrissen des achteckigen Sterns, dessen acht Innenkanten mit kräftigen Strebepfeilern betont sind, die das innen holzverkleidete Dach stützen. Zwischen einem rundum verlaufenden Gesims und dem Deckenansatz wurde ein durchgehendes sechszehnteiliges Fensterband eingebaut, das zu jeder Tageszeit für den nötigen Lichteinfall sorgt. 
Die moderne sakrale Ausstattung besteht unter anderem aus:
- Ambo in Bronze, gestaltet von Bonifatius Stirnberg 1973
- Triumphkreuz aus Eichenholz als Gabelkreuz in Form eines Lebensbaums, geschaffen 1982 durch den Bildhauer Josef Jansen, der auf diesem Kreuz eine vorhandene ältere Christusfigur angebracht hatte.
- ein Kachelbild mit einem Andreasmotiv aus Amalfi, einer Stadt in Italien mit großer Andreasverehrung. Dieses wurde 1980 von Gaetano Pollio der Kirche geschenkt und ist am Ausgang zur Sakristei aufgehängt.
- 15 Kreuzwegstationen inklusive Auferstehungsdarstellung als Geschenk eines Bürgers und von der Nonne Primosa aus Schwäbisch Gmünd im Jahr 1989 in Form von dreifarbigen Lithografien gestaltet.
- Andreas-Statue aus Holz, geschnitzt 1994 von Robert Simon.
- Madonna-Statue aus Holz vom gleichen Künstler, geschnitzt im Jahr 2000 als Ersatz für eine zur Kirchweihe 1968 erworbene Madonnenfigur, die 1997 gestohlen worden war. Die neue Figur fand ihren Platz neben der kleinen Hausorgel in der Werktagskapelle.
- Holzkruzifix aus dem 18. Jahrhundert, ein Geschenk des Fabrikanten Heinz Krantz aus dem Jahr 1978, befand sich einst in der Seiten Kapelle, hängt mittlerweile aber im Eingangsflur zu dieser Kapelle

## Orgel

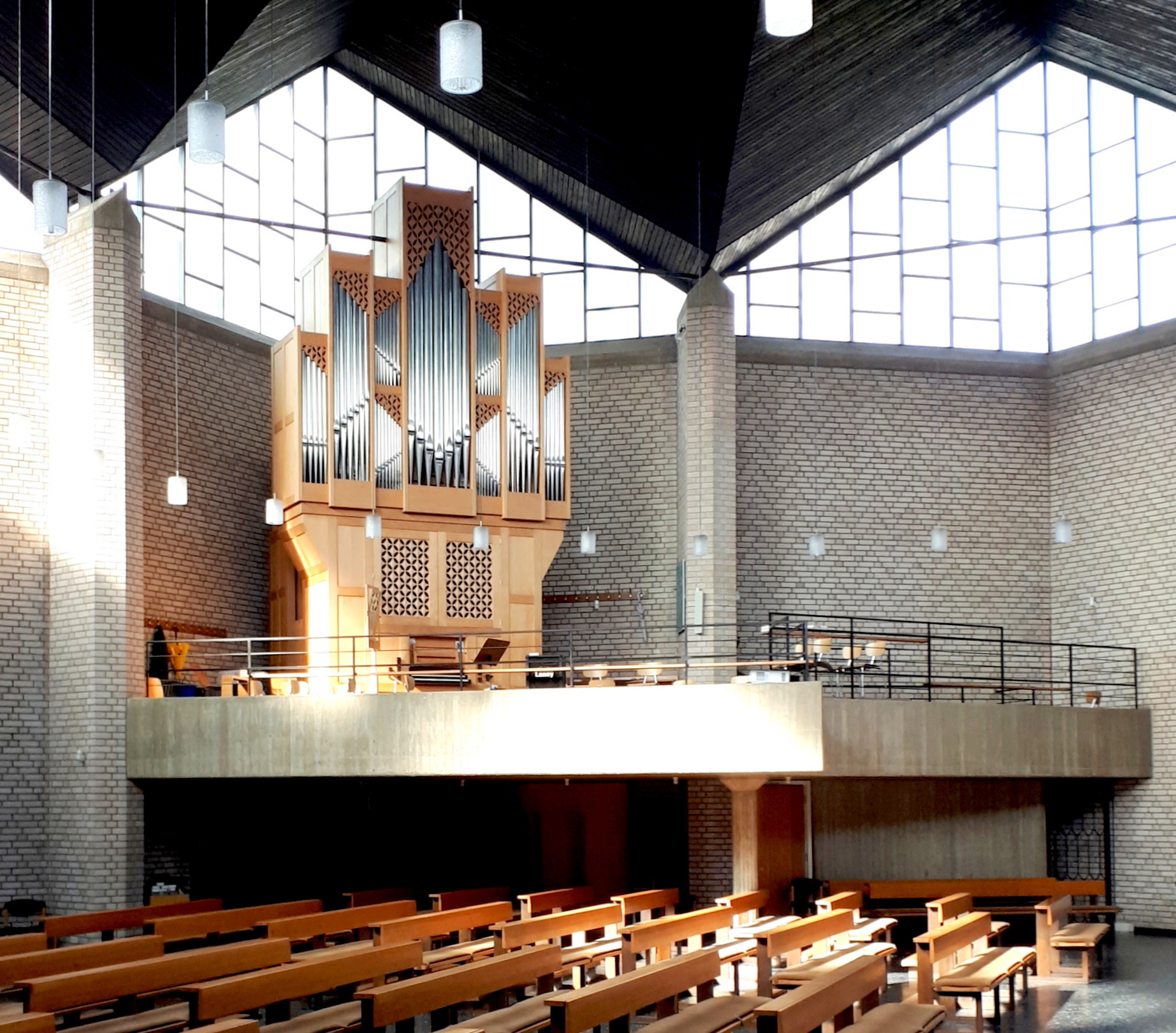
Orgel

Die imposante Orgel befindet sich auf einer geräumigen Orgelempore und wurde 1987 von der Orgelbauanstalt Verschueren im rheinisch-maasländischen Stil erbaut. Sie verfügt über 21 Register sowie eine mechanische Spiel- und Registertraktur. Ihre Disposition im Einzelnen:
| I Hauptwerk C–g3 |           |       |  |
| 1.               | Prestant  | 8′    |  |
| 2.               | Rohrflöte | 8′    |  |
| 3.               | Oktave    | 4′    |  |
| 4.               | Flöte     | 4′    |  |
| 5.               | Quinte    | 2 ⁄3′ |  |
| 6.               | Oktave    | 2′    |  |
| 7.               | Cornet V  | 1 ⁄3′ |  |
| 8.               | Mixtur V  |       |  |
| 9.               | Trompete  | 8′    |  |

| II Positiv C–g3 |                |    |
| 10.             | Hohlflöte      | 8′ |
| 11.             | Quinte         | 8′ |
| 12.             | Oktav          | 4′ |
| 13.             | Oktav          | 2′ |
| 14.             | Sesquialter II |    |
| 15.             | Scharff IV     |    |
| 16.             | Krumhorn       | 8′ |
|                 | Tremolo        |    |

| Pedal C–f1 |          |     |
| 17.        | Prestant | 16′ |
| 18.        | Subbass  | 16′ |
| 19.        | Oktav    | 8′  |
| 20.        | Oktav    | 4′  |
| 21.        | Trompete | 8′  |

- Koppeln:  II/I, I/P, II/P